# Hexatoma (Eriocera) braconides
Hexatoma (Eriocera) braconides is een tweevleugelige uit de familie steltmuggen (Limoniidae). De soort komt voor in het Neotropisch gebied.